# Restructuration financière
Les restructurations financières (en anglais : workout, debt restructuring) se distinguent des restructurations opérationnelles et correspondent à une restructuration du passif financier de l’entreprise et principalement de ses dettes.

## Explication
La restructuration financière se distingue d’un refinancement des dettes existantes de la société par une nouvelle source de dettes externes.
L’origine provient de difficultés financières qui peuvent être de nature très variée.
Les restructurations financières dépendent de la situation de l’entreprise :
- entreprise pouvant payer, mais de manière étalée dans le temps (slow pay) : solution de soft amend & extend impliquant une extension de la maturité de la dette associée à une augmentation des marges de la dette et /ou un apport en fonds propres complémentaires ;
- entreprise ne pouvant pas payer en totalité la dette : solution d’hard amend & extend impliquant un abandon partiel de la dette associée à des concessions des actionnaires.

Les restructurations financières concernent avant tout la gestion de trésorerie de l'entreprise. Les restructurations peuvent alors impliquer une renégociation avec les créanciers, un ajustement opérationnel (changements opérés au niveau de l'activité pour accroître les revenus ou réduire les coûts) ou un apport en capital pour assurer la pérennité de l’entreprise (new money).
Les restructurations financières peuvent s’opérer de manières consensuelles (accord des différentes parties prenantes) ou non. Certaines restructurations conduisent à une prise de contrôle de l’entreprise par les créanciers (lender’s led).
Le contexte juridique du droit des faillites est évidemment essentiel. La France offre un cadre administratif spécifique, qui n’est pas exempt de critiques (notamment par comparaisons internationales).